# الفجه (الملاح)
الفجه روستایی واقع در یمن است. جمعیت آن طبق سرشماری سال ۲۰۰۴ بالغ بر ۲۲ باشنده بود. جمعیت آن در سال ۲۰۱۴ به ۲۹ تن افزایش یافت.